# Norddeutsche Fußballmeisterschaft 1928/29

Der Hamburger SV gewann zum siebten Mal die norddeutsche Fußballmeisterschaft.

Die norddeutsche Fußballmeisterschaft 1928/29 war die 23. vom Norddeutschen Sport-Verband ausgetragene Fußballmeisterschaft. Sieger wurde der Hamburger SV im Endrundenturnier gegen Holstein Kiel und Hannover 96. Durch diesen Sieg qualifizierten sich die Hamburger für die deutsche Fußballmeisterschaft 1928/29, bei der sie nach einem Sieg über den Meidericher SV das Viertelfinale erreichten, welches gegen die SpVgg Fürth mit 0:2 verloren ging. Holstein Kiel durfte als Vizemeister ebenfalls an der deutschen Fußballmeisterschaft teilnehmen, schied aber bereits im Achtelfinale durch eine 1:6-Niederlage gegen den 1. FC Nürnberg aus.

## Modus und Übersicht
Diese Spielzeit stand im Zeichen der von einigen Hamburger Spitzenvereinen herbeigeführten Fußball-Revolution. Die zunehmende Attraktivität des Fußballspiels hatte in ganz Deutschland zu einem Anwachsen der Zahl der Vereine geführt. Auf die steigende Zahl der Vereine reagierten die Verbände mit der immer weiteren Aufsplitterung der höchsten Spielklassen, so dass es in Norddeutschland zu Beginn der Saison 1927/28 elf formal erstklassige Ligen in sechs Bezirken gab. Für die großen norddeutschen Vereine insbesondere aus Hamburg und Altona sowie Holstein Kiel war diese Aufsplitterung völlig unzureichend. Die Ligaspiele gegen schwache, oft rustikal auftretende lokale Gegner waren weder interessant für die Zuschauer, noch trugen sie zur Leistungsförderung bei. Dabei war man in den 1920er Jahren den süddeutschen Vereinen um die Serienmeister 1. FC Nürnberg und SpVgg Fürth bereits häufig unterlegen. Um nicht weiter ins Hintertreffen zu geraten, vor allem aber aus finanziellen Motiven schlossen sich einige Vereine zur Interessengemeinschaft der Ligavereine zusammen und riefen die Runde der Zehn als eigene Spielklasse ins Leben.
Derart vor vollendete Tatsachen gestellt, reagierte der Norddeutsche Sportverband und setzte beim Verbandstag am 10. März 1929 eine Ligareform durch, an deren Ende zur Saison 1929/30 sechs Oberligen eingeführt wurden; zuständig blieben die Bezirke. Die Spielzeit 1928/29 fiel in Norddeutschland jedoch weitgehend aus oder wurde abgebrochen. Der Verband stellte ad hoc eine Endrunde zusammen, bei der neben den ersten sechs der Runde der Zehn eine bis vier Mannschaften der anderen Bezirke ausgewählt wurden.
| Bezirk             | Teilnehmer                       | Bezirk                      | Teilnehmer          |
| ------------------ | -------------------------------- | --------------------------- | ------------------- |
| „Runde der Zehn“   | Hamburger SV (Erster)            | Nordhannover                | SV Harburg 1924     |
| „Runde der Zehn“   | Holstein Kiel (Zweiter)          | Schleswig-Holstein          | Olympia Neumünster  |
| „Runde der Zehn“   | Union 03 Altona (Dritter)        | Südhannover-Braunschweig I  | SV Arminia Hannover |
| „Runde der Zehn“   | Eimsbütteler TV (Vierter)        | Südhannover-Braunschweig I  | Hannover 96         |
| „Runde der Zehn“   | Altona 93 (Fünfter)              | Südhannover-Braunschweig II | SpVgg Hannover 1897 |
| „Runde der Zehn“   | St. Pauli Sportverein (Sechster) | Südhannover-Braunschweig II | VfB Peine           |
| Lübeck-Mecklenburg | Lübecker BV Phönix               | Westkreis/Jade              | Werder Bremen       |
| Lübeck-Mecklenburg | VfL Schwerin                     | Westkreis/Weser             | VfB Komet Bremen    |

## Runde der Zehn
| Pl. | Verein                | Sp. | S | U | N | Tore    | Quote | Punkte |
| --- | --------------------- | --- | - | - | - | ------- | ----- | ------ |
| 1.  | Hamburger SV (NM)     | 9   | 8 | 1 | 0 | 050:160 | 3,13  | 17:10  |
| 2.  | Holstein Kiel         | 9   | 6 | 0 | 3 | 038:200 | 1,90  | 12:60  |
| 3.  | Union 03 Altona       | 9   | 5 | 2 | 2 | 029:200 | 1,45  | 12:60  |
| 4.  | Eimsbütteler TV       | 9   | 6 | 0 | 3 | 031:310 | 1,00  | 12:60  |
| 5.  | Altona 93             | 9   | 4 | 2 | 3 | 028:250 | 1,12  | 10:80  |
| 6.  | St. Pauli Sportverein | 9   | 5 | 0 | 4 | 037:370 | 1,00  | 10:80  |
| 7.  | SpVgg Polizei Hamburg | 9   | 2 | 2 | 5 | 026:340 | 0,76  | 06:12  |
| 8.  | Ottensener SV 07      | 9   | 2 | 0 | 7 | 018:380 | 0,47  | 04:14  |
| 9.  | SV St. Georg          | 9   | 2 | 0 | 7 | 017:380 | 0,45  | 04:14  |
| 10. | SC Victoria Hamburg   | 9   | 1 | 1 | 7 | 025:400 | 0,63  | 03:15  |

HSV: Blunk ― Beier, Risse ― Lang, Halvorsen, Carlsson ― Schnurstein, Wollers, Harder, Horn, Rave; ferner eingesetzt: Loring (TW), Kolzen, Sveistrup, Walden, Werner Ploog, Henneberg, Sommer.
Die Frühjahrsserie fand nicht statt. Vielmehr wurde im Januar 1929 in Hamburg ein Neustart der „eigentlichen“ Liga (Alster- und Elbekreis) mit zweimal 14 Vereinen versucht. Die Absteiger waren wieder dabei, ebenso zehn (!) Aufsteiger aus den A-Klassen. Auch dieses Vorhaben blieb, erschwert durch sehr winterliche Verhältnisse, in den Anfängen stecken.
| (NM) | norddeutscher Titelverteidiger |

## Endrunde um die norddeutsche Fußballmeisterschaft
Die Endrunde um die norddeutsche Fußballmeisterschaft fand zuerst im K.-o.-System statt. Nach dem Viertelfinale spielten die vier verbliebenen Mannschaften im Rundenturnier in einer Einfachrunde den norddeutschen Fußballmeister aus. Am Ende konnte sich der Hamburger SV durchsetzen und wurde zum siebten Mal norddeutscher Fußballmeister.

### Qualifikation
Gespielt wurde am 24. März und 7. April 1929.
|                     | Ergebnis  |                       |
| ------------------- | --------- | --------------------- |
| Altona 93           | 6:2       | VfB Komet Bremen      |
| SV Arminia Hannover | 3:2       | SV Harburg 1924       |
| Holstein Kiel       | 6:1       | St. Pauli Sportverein |
| Olympia Neumünster  | 2:4       | Hamburger SV          |
| Eimsbütteler TV     | 2:3       | SpVgg Hannover 1897   |
| VfB Peine           | 0:3       | Union 03 Altona       |
| VfL Schwerin        | 1:2       | Hannover 96           |
| SV Werder Bremen    | 4:3 n. V. | Lübecker BV Phönix    |

### Viertelfinale
Gespielt wurde am 21. April 1929. Die ursprüngliche Ansetzung des Viertelfinales stieß auf Proteste. Daraufhin beschloss der Verband eine Punkterunde zwischen den acht Mannschaften auszutragen („Runde der Acht“), die nach dem ersten Spieltag vom Verbandsgericht für satzungswidrig erklärt und abgebrochen wurde.  Schließlich wurde das ursprünglich angesetzte Viertelfinale doch ausgespielt.
|                     | Ergebnis |                     |
| ------------------- | -------- | ------------------- |
| Altona 93           | 3:1      | SV Arminia Hannover |
| Hamburger SV        | 3:1      | Union 03 Altona     |
| SpVgg Hannover 1897 | 0:8      | Holstein Kiel       |
| SV Werder Bremen    | 0:2      | Hannover 96         |

### Finalrunde
Da nach Ende der Finalrunde noch drei Mannschaften punktgleich waren, wurde nochmals eine Play-off-Runde ausgespielt.
| Pl. | Verein            | Sp. | S | U | N | Tore    | Quote | Punkte |
| --- | ----------------- | --- | - | - | - | ------- | ----- | ------ |
| 1.  | Hannover 96       | 3   | 2 | 0 | 1 | 007:300 | 2,33  | 04:20  |
| 2.  | Holstein Kiel     | 3   | 2 | 0 | 1 | 007:400 | 1,75  | 04:20  |
| 3.  | Hamburger SV (NM) | 3   | 2 | 0 | 1 | 007:500 | 1,40  | 04:20  |
| 4.  | Altona 93         | 3   | 0 | 0 | 3 | 001:100 | 0,10  | 0:60   |

Play-off-Runde:
| Pl. | Verein            | Sp. | S | U | N | Tore    | Quote | Punkte |
| --- | ----------------- | --- | - | - | - | ------- | ----- | ------ |
| 1.  | Hamburger SV (NM) | 2   | 2 | 0 | 0 | 010:200 | 5,00  | 04:0   |
| 2.  | Holstein Kiel     | 2   | 1 | 0 | 1 | 006:500 | 1,20  | 02:20  |
| 3.  | Hannover 96       | 2   | 0 | 0 | 2 | 001:100 | 0,10  | 0:40   |

| (NM) | norddeutscher Titelverteidiger |